# Гражданско неподчинение
Гражданското неподчинение представлява активен отказ за подчинение на определени закони, изисквания или заповеди на правителство или на друга преобладаваща сила, без да се прибягва до физическо насилие.
Може да се каже, че това е форма на състрадание взело форма на почтително несъгласие. Гражданското неподчинение е използвано в ненасилствените съпротивителни движения в Индия (Движението на Махатма Ганди за по-добър живот и движението за ускоряване на независимостта от Британската империя), в борбата срещу апартейда в Южна Африка и при Американското движение за граждански права. Американският писател Хенри Дейвид Торо описва за пръв път теорията зад тази практика в неговото есе Гражданско неподчинение  Архив на оригинала от 2008-01-07 в Wayback Machine. (1849), оригинално озаглавено „Съпротива на гражданското правителство“ (Resistance to Civil Government). Основната идея в есето е разчитането на собствените възможности и как хората са морално прави, докато се защитават едни други, така че да не е нужно да се воюва физически с правителството, а само да не се подкрепя. Това есе има голямо влияние върху по-късните участници в граждански неподчинения. В есето Торо обяснява своите причини за отказа си да плаща данъци, като акт на протест срещу робството и срещу Мексиканско-американската война.
Теория и практика на гражданско неподчинение
Различните методи на активно гражданско неподчинение включват поведение, с което протестиращия умишлено се противопоставя на определени правила и закони. Примерно: мирно блокиране в публично пространство или окупиране на сгради и съоръжения. Протестиращите предприемат определени ненасилствени действия (или бездействие) с очакване да бъдат арестувани, атакувани, бити или заплашвани от властите. Протестиращите често се подготвят предварително за да могат да реагират по най-подходящ начин на евентуален арест или атака, така че да се противопоставят максимално, без да застрашават властите или органите за поддържане на обществения ред.

## Типове гражданско неподчинение
Има два типа гражданско неподчинение. В първия случай действието, което се предприема, е индивидуално, с цел изразяване на убеждение с морален и политически смисъл. При втория тип гражданското неподчинение е само един от елементите на една по-широка кампания, която използва и други убеждаващи тактики. Тогава действието е колективно и в стремежа си за постигане на целите може да включва нарушаване на закони и практики, които не са обидни по същността си. В съвременната практика по-разпространен е вторият тип гражданско неподчинение. То най-често се позовава на аргументите, които използва и първият тип. Гражданското неподчинение, когато е публично и без насилие, може да се приеме за краен убеждаващ политически метод, но то може и да даде началото на движение за съпротива срещу съществуващия режим в страната или да предизвика насилнически протест или бунт.
Гражданското неподчинение оправдава неподчинението на нормите, като се позовава на морал и ценности, по-висши от законите, постановени от някое конкретно управление, и на необходимостта от защита на човешките права, когато те са явно нарушени. Като защитен аргумент често се използва и позоваването на по-висше национално право или на международното право. Въвелият термина гражданско неподчинение през 19 век американски писател Хенри Торо (1817 – 1862) смята, че то се използва, когато е необходимо гражданите да се противопоставят на несправедливости, извършвани от собственото им правителство и когато обичайните електорални процеси не са достатъчни. Махатма Ганди (1869 – 1948) твърди, че гражданското неподчинение би трябвало да се предприема, едва когато всички други начини за убеждаване са изпробвани и не са довели до успех. А тези, които го извършват, трябва да са готови да понесат наказанията, които се полагат за нарушаване на закона.
 : Статията се основава на или съдържа материал от Краткия политически речник на термините на Българското училище за политика.